# LaVyrle Spencer
LaVyrle Spencer, född 17 juli 1943 i Browerville i Minnesota, är en amerikansk författare av samtida och historiska kärleksromaner. 
Spencer arbetade som lärare innan hon skrev sin första roman The Fulfillment, som publicerades 1979. Förlagen gillade inte hennes nästa bok lika mycket men Spencer kom ändå att nå stora framgångar. 12 av hennes böcker låg på New York Times Bestseller List. Hennes böcker sålde i snitt 400 000 exemplar inbundna och 1,5-2 miljoner i pocket. 1997 pensionerade hon sig som författare. I en intervju med Publishers Weekly uppgav hon att hon hade ett ekonomiskt mål med sitt författarskap och att detta nu var uppnått och hon ville ägna tid åt annat.
Hon har tilldelats fem RITA Awards från Romance Writers of America. Hon blev invald i RWA:s Hall of Fame 1988.
Några av hennes böcker har filmats. The Fulfillment blev en TV-film med Cheryl Ladd. Morning Gory blev biofilm 1993 med Christopher Reeve och Deborah Raffin. Även Home Song och Family Blessing blev TV-filmer.